# Thaumasia Planum
Thaumasia Planum és una formació geològica de tipus planum a la superfície de Mart, localitzada amb el sistema de coordenades planetocèntriques a -14.97 latitud N i 299.89 ° longitud E, que fa 799.6 km de diàmetre. El nom va ser aprovat per la UAI l'any 1994 i fa referència a una característica d'albedo localitzada -30 latitud S i 75 ° longitud O.